# Herman de Hoorn
Herman de Hoorn (mort el 31 de gener de 1156) va ser bisbe d'Utrecht entre el 1150 i el 1156.
Herman va fer d'ardiaca a Lieja el 1136, i de rector de Sankt-Gereon a Colònia en 1149. Va ser consagrat com a bisbe d'Utrecht, al juliol de 1150. La seva elecció va ser recolzada pels comtes de Gueldre, Holanda i Clèveris, però va ser rebutjada per la ciutat d'Utrecht, que havia elegit Frederic II de Berg. La resistència de la ciutat va ser finalment trencada pel rei Frederic I del Sacre Imperi Romanogermànic.